# Зорана Аруновић
Зорана Аруновић (Београд, 22. новембар 1986) српска је репрезентативка у стрељаштву. У 2010. години је постала светска првакиња у дисциплини ваздушни пиштољ на 10 м и примила награду „спортисткиња године“ у Србији. Освојила је златну медаљу на Олимпијским играма у Паризу 2024. године заједно у пару са Дамиром Микецом.

## Каријера
Стрељаштвом се бави од 2001, почевши у клубу Полицајац, а затим је прешла у Црвену звезду. Старија сестра, Јелена је такође успешан стрелац и због тога је и Зорана постала заинтересована за овај спорт.
На Европском првенству 2004. у Ђеру заједно са осталим члановима јуниорске репрезентације осваја сребрну медаљу у дисциплини ваздушни пиштољ, а 2005. у Естонији освајају бронзу. 2006. на Европском јуниорском шампионату у Москви освојила је појединачну и екипну златну медаљу, као и екипну јуниорску бронзу и појединачно злато у дисциплини малокалибарски пиштољ на Светском првенству у Загребу.
На Медитеранским играма 2009. у Пескари је освојила златну медаљу.
Такмичење које је прославља је Светско првенство у Минхену 2010. године. Постала је светска првакиња у дисциплини ваздушни пиштољ на 10 м. Такође, осваја појединачну и екипну сребрну медаљу, заједно са сестром Јеленом и Јасном Шекарић на 25 м МК пиштољ. Уједно, као прва спортисткиња из Србије извадила је визу за Олимпијске игре 2012 у Лондону.
У септембру 2010, на листи Међународне стрељачке спортске федерације (ИССФ) је доспела на прво место у дисциплини ваздушни пиштољ. Крајем године од Олимпијског комитета Србије добија признање за најбољег женског спортисту.
Стрељачки савез Србије ју је прогласио најбољим женским стрелцем у Србији 2011. године.
Наредне године добија Мајску награду Спортског савеза Србије и осваја сребрну медаљу на Универзијади у Шенџену.
Учествовала је на Летњим олимпијским играма 2012. године. Такмичила се у две категорије: ваздушни пиштољ 10 метара и МК пиштољ 25 метара.
У такмичењу ваздушним пиштољем успела је да уђе у финале, у коме је заузела 7. место. У такмичењу МК пиштољем на 25 метара је ушла у финале и заузела 4. место.
На годишњој ранг листи Светске стрељачке федерације за 2013. годину заузела је прво место ваздушним, друго малокалибарским пиштољем. 
На листи Европске стрељачке конфедерације налази се на првом месту са оба оружја.
У избору Светске стрељачке федерације за најбољег женског стрелца света 2013. године заузела је друго место.

## Ван терена
Дипломирала је на Филолошким факултету украјински језик, а усавршила је руски и енглески.
Након земљотреса 2010. Зорана је Краљеву донирала износ од 20.000 динара.